# تريز سكر شحادة
تريز سكر شحادة كاتبة أمريكية. فاز كتابها الأول «رواية لووم»، الصادر عام 2010 عن مطبعة جامعة سيراكيوز، بجائزة الكتاب العربي الأمريكي لعام 2011. تعيش تريز في غرب ولاية ماساتشوستس، حيث تكتب وتدرس اللغة الإنجليزية.

## النشأة والتعليم
ولدت تريز سكر شحادة ونشأت في بيروت، لبنان. عندما كانت في الثانية عشرة من عمرها، اندلعت الحرب الأهلية، وعلى مدى السنوات الثماني التالية، كانت تتناوب بين أن تعيش حياة مراهقة عادية والاختباء من الرصاص والقنابل. في عام 1983، انتقلت من لبنان إلى ماساتشوستس. هناك التحقت بجامعة ماساتشوستس في أمهرست، حيث حصلت على درجة الماجستير في الفنون الجميلة في الكتابة الإنجليزية، ودرست مع جون إدغار وايدمان، وحصلت بالإضافة إلى ذلك على درجة الماجستير في تعليم اللغة الإنجليزية.

## كتاباتها
تتمحور كتابات تريز سكرشحادة حول التجربة المدنية للعيش في منطقة حرب، والفرار من الحرب، والاضطرار لبدء حياة جديدة من الصفر في مكان جديد. تنسب الفضل في كتاب فرجينيا وولف «إلى المنارة» في إلهامها للكتابة بلغتها الإنجليزية غير الأم.

## رواية لووم

### الحبكة
رواية تريز الأولى «لووم»، تصور عائلة لبنانية أمريكية، عائلة زيدان، تكافح من أجل التوفيق بين الاختلافات بين الأجيال وهوية المهاجرين. في مساء يوم وصول ابنة العم إيفا من لبنان، تم عزل الزيدانيين بسبب عاصفة ثلجية. وسط العاصفة، تكافح ربة الأسرة إميلي مع اللغة الإنجليزية وتفضل عدم التحدث. لا تزال ابنتها الكبرى جوزفين تعيش في المنزل مع عائلة شقيقها جورج وتتذكر الاستقلال الذي حصلت عليه في لبنان. ابنة جورج، ماري، تتوق إلى ترك عائلتها المحافظة والتوجه إلى بيركلي. مع تقطع السبل بإيفا في العاصفة في نيويورك، وتصاعد التوترات، تتحدى إميلي العاصفة الثلجية لتقديم وجبة للجار الغامض الذي أطلق عليه الزيدانيون لقب «لوم»، وتضطر العائلة إلى ترك العزلة المجازية والفعلية لمنزلهم. ليطاردونها.

### التأثير
في الرواية، تستمد تريز سكر شحادة بشكل كبير من تجربتها التي نشأت خلال الحرب الأهلية اللبنانية وكذلك من حياتها كمهاجرة شابة في نيو إنغلاند. ساعدت ذكرياتها عن الحرب في تطوير شخصيتي إيفا وسلمى.

## جوائز
- جائزة الكتاب العربي الأمريكي عام 2011 عن رواية لووم.

## كتاباتها

### روايات خيالية
- Loom: A Novel, Syracuse University Press, Syracuse, NY, 2010. ((ردمك 9780815609827))
- Red Pistachios, Big Big Wednesday, Issue 5, 2017.
- Madame Latte, Taos Journal of International Poetry and Art, 2017.

### عواميد صحفية
- An immigrant reflects after the election, Daily Hampshire Gazette, November 22, 2016.
- Return to an obtuse and dangerous innocence, Daily Hampshire Gazette, January 5, 2017.
- Borders are complicated spaces, Daily Hampshire Gazette, February 5, 2017.
- Drive for independence pulses like a heartbeat, Daily Hampshire Gazette, July 3, 2018.

## وصلات خارجية
- Thérèse Chehade GoodReads.com Author Profile
- Loom Publisher's Book Page